# Довжик (притока Закобильні)
Довжик — річка в Україні, у Краснопільській селищній громаді Сумського району Сумської області. Ліва притока Закобильні (басейн Дніпра).

## Опис
Довжина річки 13 км, похил річки — 2,9 м/км. Площа басейну 53,6 км².

## Розташування
Бере початок на північному заході від села Грабовське. Тече переважно на північний захід через Таратутине і в Краснопіллі впадає в річку Закобильню, ліву притоку Сироватки.
На деяких ділянках пересихає.

## Притоки
- Балка Козьмина - права притока, впадає західніше села Тарутине
- Балка Решеткова - права притока, впадає між селом Тарутине та смт Краснопілля

## Цікавий факт
Річка Крива (Кругла) згідно карти XIX століття починалась на північній стороні від хутора Сагайдашний. Довжина річки приблизно 10 км. Тече переважно на північний захід понад селом Тарутине (колишній хутір Тататутин і з'єднується з річкою Довжик на південно-східній околиці смт Краснопілля (колишній хутір Гребельки). Деякі джерела зазначають саме цю річку як ліву притоку Закобиллі, , а Довжик як її права притока 